# Pseudodistoma pilatum
Pseudodistoma pilatum är en sjöpungsart som beskrevs av Kott 1992. Pseudodistoma pilatum ingår i släktet Pseudodistoma och familjen Pseudodistomidae. Inga underarter finns listade i Catalogue of Life.